# NGC 6706
NGC 6706 је елиптична галаксија у сазвежђу Паун која се налази на NGC листи објеката дубоког неба.
Деклинација објекта је - 63° 9' 59" а ректасцензија 18h 56m 51,0s. Привидна величина (магнитуда) објекта NGC 6706 износи 12,9 а фотографска магнитуда 13,9. NGC 6706 је још познат и под ознакама ESO 104-24, PGC 62596.